# Danh sách quốc gia nhiều tỷ phú nhất thế giới năm 2012
Dưới đây là bảng thống kê 10 quốc gia có nhiều tỉ phú nhất thế giới tính đến năm 2012. Hoa Kỳ vẫn là quốc gia đứng đầu thế giới về số tỷ phú trong năm 2012 và tăng 25 người so với năm 2011.
| STT | Quốc gia   | Số tỉ phú (người) | Tổng tài sản (tỉ USD) | Ghi chú |
| --- | ---------- | ----------------- | --------------------- | --- |
| 1   | Hoa Kỳ     | 480               | 2.050                 | - Trung bình mỗi tỷ phú sở hữu 4,3 tỷ USD.. - Nhiều nhất là California, tiếp theo là New York, Texas, Florida và Illinois. |
| 2   | Trung Quốc | 147               | 380                   | - Trung bình mỗi tỷ phú sở hữu 2,6 tỉ USD.                                                                                 |
| 3   | Anh        | 140               | 430                   | - Trung bình mỗi người sở hữu 3,1 tỉ USD.                                                                                  |
| 4   | Đức        | 137               | 550                   | - Trung bình mỗi tỷ phú sở hữu 4 tỉ USD.                                                                                   |
| 5   | Ấn Độ      | 109               | 190                   | - Trung bình mỗi tỷ phú sở hữu 1,7 tỉ USD.                                                                                 |
| 6   | Nga        | 97                | 380                   | |
| 7   | Hồng Kông  | 64                | 190                   | |
| 8   | Thụy Sĩ    | 57                | 125                   | |
| 9   | Brasil     | 49                | 300                   | |
| 10  | Canada     | 40                | 105                   | |